# Майкл, Мэгги
Мэгги Майкл (англ. Maggie Michael, род. 1974) — египетская журналистка, которая вошла в состав команды Associated Press, удостоенной Пулитцеровской премии за международный репортаж в 2019 году.

## Биография
Мэгги Майкл родилась в Египте и окончила Американский университет в Каире со степенью бакалавра журналистики и массовых коммуникаций.
В 2002 году журналистка присоединилась к штату Associated Press. Базируясь в Каире, она освещала для агентства события на Ближнем Востоке и уделяла особое внимание политической и религиозной повесткам региона. Во второй половине 2010-х она стала ответственной за освещение боевых операций в Йемене и Ливии, а также провела несколько расследований в качестве члена специального отдела Associated Press. Например, она писала о секретных тюрьмах в Йемене и пытках заключённых, эпидемии холеры в Йемене, кражах продовольственной помощи, использовании детей-солдат, жертвах среди гражданского населения в Ираке. Помимо журналистской деятельности, Майкл выступала на семинарах и лекциях о проблемах в регионе.
В 2018 году при поддержке Пулитцеровского центра кризисных сообщений Майкл вместе с двумя другими репортёрами Маад Аль-Зикри и Нариман Эль-Мофти выпустила серию статей о Гражданской войне в Йемене. Среди прочего Майкл удалось взять интервью у семи жертв пыток, когда они ещё находились в заключении. Через год материалы были отмечены жюри Пулитцеровской премии за международный репортаж. Майкл и Эль-Мофти стали первыми египтянками, удостоенными награды. Также команда Associated Press выиграла Премию Тома Реннера, Премию Майкла Келли и Награду Макгилла за мужество в журналистике. Работа Майкл была также отмечена Клубом зарубежных корреспондентов.